# Raymond Abellio
Raymond Abellio, pseudonimo di Georges Soulès (Tolosa, 11 novembre 1907 – Nizza, 26 agosto 1986), è stato uno scrittore francese.

## Biografia
Nato in una famiglia modesta, Georges Soulès entrò nel 1927 all'École polytechnique e ne uscì come ingegnere del CPC (Corps des Ponts et Chaussées). Partecipò al Gruppo X-Crise. In servizio nella Drôme poi a Versailles, militò nell'opposizione di sinistra del Partito socialista e rappresentò questa opposizione al Comitato Direttivo del partito nel 1937 e nel 1939. Al suo ritorno dalla prigionia nel 1941, entrò nel Mouvement social révolutionnaire (MSR) di Eugène Deloncle e condusse un'azione clandestina prima di abbandonare la vita politica.

Per definire il suo comportamento (vicinanza al marxismo prima, al fascismo poi) si è parlato di «tentazione totalitaria».

Alla Liberazione fu condannato a 20 anni di reclusione in contumacia per collaborazione.
Rifugiatosi in Svizzera nel 1947, dopo essere stato graziato nel 1952 ritornò a Parigi e, per sbarcare il lunario, fondò una società di ingegneri di consulenza, senza smettere di occuparsi di letteratura e di filosofia.

### Citazioni
- «Scateneremo e vinceremo la battaglia del lavoro», domenica 21 dicembre 1941, Révolution nationale.
- «Un capo, un partito, una nazione!», 1º febbraio 1942, Révolution nationale.

## Gnosticismo, esoterismo
La sua produzione è di stampo filosofeggiante, profetico, influenzata dalla Bibbia, dalla cabala e dall'esoterismo. Il suo primo incontro con un «Maestro spirituale», Pierre de Combas, che gli ispirò il personaggio di Pujolhac nel suo primo romanzo, Heureux les Pacifiques, lo fece rinunciare alla politica; ma fu soprattutto il filosofo Edmund Husserl a influenzarlo maggiormente.
Nel 1953 creò un circolo di studi metafisici con alcuni giovani studenti husserliani.
Pubblicò anche tre volumi di memorie (Ma dernière mémoire, 1972-80).
Morì nel 1986 e venne sepolto nel Cimitero d'Auteuil, a Parigi.

## Opere

### Romanzi
- 1946 – Heureux les pacifiques, Éd. Flammarion, Prix Sainte-Beuve.
- 1949 – Les yeux d'Ezéchiel sont ouverts, Éd. Gallimard.
- 1962 – La fosse de Babel, Éd. Gallimard.
- 1983 – Visages immobiles, Éd. Gallimard. 1986

### Saggi
- Vers un nouveau prophétisme, Éd. Gallimard 1947, 1950, 1963.
- La Bible, document chiffré, Éd. Gallimard 1950 (2 volumi).
- Assomption de l'Europe, Au Portulan, Éd. Flammarion 1954.
- La structure absolue. Essai de phénoménologie génétique, Bibliothèque des Idées, Éd. Gallimard 1965.
- La fin de l'ésotérisme, Éd. Flammarion 1973.
- Approches de la nouvelle gnose, Éd. Gallimard 1981.
- Manifeste de la nouvelle gnose, Éd. Gallimard 1989.

### Altre opere
- De la politique à la gnose, Entretiens avec Marie-Thérèse de Brosses, Éd. Pierre Belfond 1966.
- Ma dernière mémoire
  - I. Un faubourg de Toulouse (1907-1927), Éd. Gallimard 1971.
  - II. Les militants (1927-1939), Éd. Gallimard 1975.
  - III. Sol Invictus (1939-1947), Pauvert chez Ramsey, 1980. Prix des Deux Magots, 1981.
- Dans une âme et un corps (Journal 1971), Éd. Gallimard.
- Montségur, Éd. L'Âge de l'homme.
- Introduction à une théorie des nombres bibliques, in collaborazione con Charles Hirsch.

## Informazioni supplementari

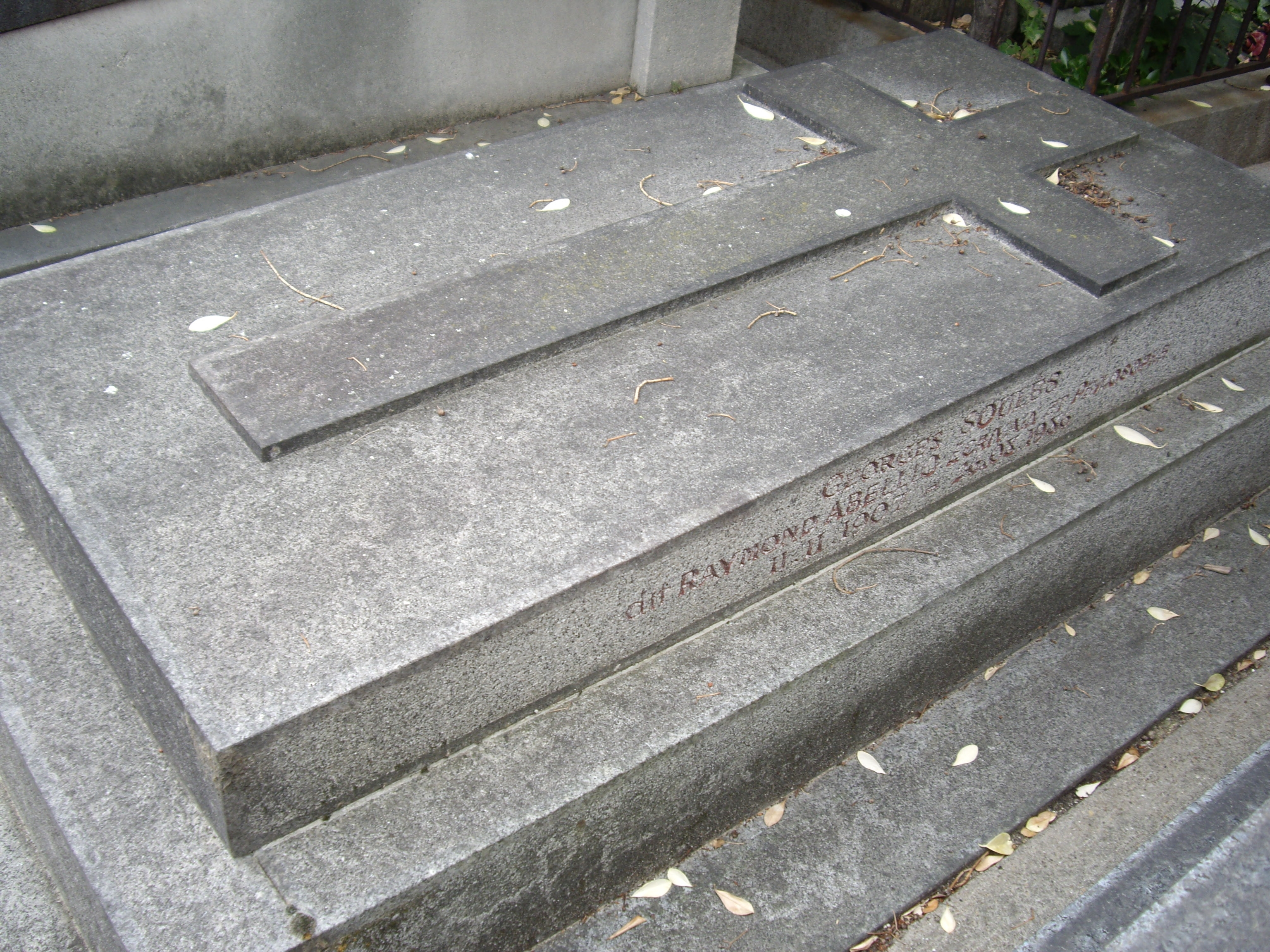
Tomba nel cimitero d'Auteuil

- Nel 2002, a Cerisy, si è svolto un convegno dedicato ad Abellio.
- Nel 2003 gli è stata dedicata una tesi di dottorato intitolata L'itinéraire d'un gnostique français — Georges Soulès, dit Raymond Abellio — étude critique historique, psychologique et philosophique, realizzata da Nicolas Roberti Serebriakov.